# Serica latesquamata
Serica latesquamata är en skalbaggsart som beskrevs av Ahrens 2007. Serica latesquamata ingår i släktet Serica och familjen Melolonthidae. Inga underarter finns listade i Catalogue of Life.